# Кудринский переулок
Ку́дринский переу́лок — небольшая улица в центре Москвы у Садового кольца в Пресненском районе от Новинского бульвара и Кудринской площади до Малого Конюшковского переулка. Проходит вдоль южной границы сквера высотного здания на Кудринской площади.

## История
Название известно с XVIII века. Здесь ранее находилось село Кудрино по которому и были названы Кудринская площадь, улица (ныне Баррикадная улица) и переулок.

## Здания и сооружения
В переулке находится единственный дом:
- Дом 3Б, строение 2 — Инвестстрой.